# Hesiqui de Salona
Hesiqui (en llatí Hesychius, en grec antic Ἡσύχιος) fou bisbe de Salona a Dalmàcia, que va florir al començament del segle v i va mantenir una intensa amistat amb Agustí d'Hipona i amb Joan Crisòstom. Es conserva també una carta que li va dirigir el papa Zòsim I el 418. I una epístola escrita per Hesiqui dirigida a Agustí.